# Renato Miracco
Renato Miracco (1953) è un critico d'arte e storico italiano.

## Biografia
Dopo la laurea in storia dell'arte all'Università di Salerno nel 1975, ha sviluppato esperienze estere a Londra, Parigi e Amburgo. A Londra è stato anche curatore di mostre presso la Estorick Collection for Modern Italian Art e il Tate Modern. Ha curato importanti mostre anche presso il Metropolitan Museum di New York e il Reina Sofia di Madrid.
Per dieci anni, dal 1997 al 2007, è stato consigliere del Ministero degli Affari Esteri ed organizzatore di mostre ed esposizioni all'estero. Negli stessi anni è stato anche presidente del comitato scientifico della Camera dei deputati, e membro del direttivo del Polo Museale del Chiostro del Bramante a Roma. È autore di oltre una cinquantina di pubblicazioni, libri e cataloghi principalmente su Futurismo e Arte informale, sulle opere di Fontana, Burri, la Scuola romana, e artisti come Afro, Mirko Basaldella e Giorgio Morandi.
Dal 2007 al 2009 è stato direttore dell'Istituto Italiano di Cultura a New York, divenendo in seguito addetto culturale presso l'ambasciata italiana a Washington.
| Controllo di autorità | VIAF (EN) 44544687 · ISNI (EN) 0000 0000 3588 8637 · SBN VEAV034803 · LCCN (EN) n2013012734 · GND (DE) 1057287229 · BNF (FR) cb14572126g (data) · J9U (EN, HE) 987007357132105171 |